# Porta un bacione a Firenze
Porta un bacione a Firenze è un film del 1955 diretto da Camillo Mastrocinque.